# Mistrzostwa Świata w biegu 24-godzinnym 2004
2. Mistrzostwa Świata w biegu 24-godzinnym 2004 – zawody lekkoatletyczne, które odbyły się 23 i 24 października 2004 w Brnie.

## Medaliści
|                         | 1. miejsce                                                          | Rezultat   | 2. miejsce                                                       | Rezultat   | 3. miejsce                                                            | Rezultat   |
| Mężczyźni indywidualnie | Ryoichi Sekiya                                                      | 269,085 km | Lubomir Hrmo                                                     | 259,064 km | Mohamed Magroun                                                       | 257,881 km |
| Mężczyźni drużynowo     | Francja 1. Mohamed Magroun · 2. Emmanuel Conraux · 3. Claude Hardel | 745,725 km | Japonia 1. Ryoichi Sekiya · 2. Kaname Sakurai · 3. Ryouji Takada | 740,396 km | Rosja 1. Vladimir Bychkov · 2. Andrei Kazantsev · 3. Evgenii Ushakov  | 704,876 km |
| Kobiety indywidualnie   | Sumie Inagaki                                                       | 237,154 km | Galina Eremina                                                   | 235,012 km | Stephanie Ehret                                                       | 225,573 km |
| Kobiety drużynowo       | Rosja 1. Galina Eremina · 2. Irina Reutovich · 3. Irina Koval       | 661,558 km | Japonia 1. Sumie Inagaki · 2. Sachiko Okanda · 3. Masae Kamura   | 657,610 km | Stany Zjednoczone 1. Stephanie Ehret · 2. Pam Reed · 3. Sandra Powell | 635,932 km |

## Reprezentacja Polski

### Mężczyźni
| Miejsce | Zawodnik             | Klub                 | Rezultat   |
| 28.     | Czesław Macherzyński | KKB Dystans Kraków   | 211,860 km |
| 53.     | August Jakubik       | TL Pogoń Ruda Śląska | 192,098 km |
| 70.     | Marek Gulbierz       | LKS Korab Olecko     | 157,337 km |

### Kobiety
| Miejsce | Zawodniczka     | Klub                        | Rezultat   |
| 42.     | Alicja Banasiak | TKKF Beskidek Bielsko-Biała | 150,455 km |